# Etiopska pravoslavna tevahedo Crkva
Etiopska pravoslavna tevahedo Crkva (amharski: Jeitiopia ortodoks tevahedo bétekrestian) istočna je pravoslavna kršćanska crkva Etiopije. Etiopska Crkva je bila stoljećima dio Koptske Crkve sve do 1959., kada je postala autokefalna i dobila pravo na izbor vlastitog patrijarha u svom sjedištu u Adis Abebi.
Etiopsku tevahedo crkvu ne treba miješati s Etiopskom katoličkom Crkvom.
Etiopska crkva ima oko 45 milijuna vjernika, od kojih većina živi u Etiopiji. Postoje zajednice Tevahedo vjernika u Sjedinjenim Državama, Kanadi i Zapadnoj Europi, i jedna je od najvećih istočkih pravoslavnih crkava. 
Etiopska tevahedo crkva je jedinstveni primjer autohtonog afričkog kršćanstva, koje nije uveženo s europskim kolonizatorima. Ta Crkva drži se mnogih pravila iz vremena prvih apostola, koje je prilagodila afričkoj realnosti.
Etiopska pravoslavna tevahedo crkva je jedan od osnivača Svjetskog vijeća crkava 1948. u Amsterdamu.
Etiopska crkva pripada krugu Istočnih pravoslavnih crkava, uz Koptsku, Armensku, Sirsku, Malankarsku i Eritrejsku, njih se uobičajeno naziva Ne Kalcedonskim crkvama, ili monofizitskim (što znači jedna narav) zbog njihova odbijanja da prihvate stav da su u Kristu prisutne dvije naravi; božanska i ljudska. Ove crkve same sebe opisuju kao miafizitske (što znači jedna ujedinjena narav), time se misli na prirodu Krista, prijevod te sindagme na amharski je tevahedo.

## Povijest Etiopske crkve

### EvangelizacijaKraljevstva Aksum
Etiopska crkva tvrdi da svoje korijene vuče još iz vremena predkršćanske kraljice Gersamot Hendeke VII. koja je vladala Etiopijom od 42. – 52. godine, njezinog upravitelja trezora pokrstio je Sveti Filip (Biblija Djela apostolska, poglavlje 8:27).
U realnosti evangelizacija Etiopije ipak je išla drukčije, najzaslužniji za nju je slučaj. Mladi sirijski Grk Frumentius je sa svojim bratom Aedesiusom preživio brodolom na svom putu za Indiju kod eritrejske obale, na početku 4. st. Braća su nekako uspjela doći do aksumskog kraljevskog dvora, i ući u krug dvorjana te su svojim radom i uticajem uspjeli obratiti cara Ezana II. na kršćanstvo 324. Ezan II. je potom poslao Frumentiusa u misiju u Aleksandriju, da traži privolu tadašnjeg patrijarha sv. Atanazija, za imenovanje arhiepiskopa za Etiopiju. Sv. Atanazije je Frumentiusa proglasio arhiepiskopom, te se vratio u Etiopiju kao patrijarh s imenom Abuna Selama.
Od tih vremena patrijarh Aleksandrije i Afrike, zadržao je pravo da imenuje etiopskog arhiepiskopa. 
Tijekom više stoljeća, ovo pravo je zadržano tako da je za arhiepiskopa Etiopske crkve uvijek biran koptski Egipćanin. Taj odnos je prekinut jedino za kralja Suseniosa, koji se okrenuo Rimu.

### Etiopska crkva i Isusovci
Unija s Koptskom crkvom nastavila se i nakon arapskog osvajanja Egipta. Abu Saleh zabilježio je da je i u 12. st. Aleksandrijski patrijarh, redovno slao pisma dva puta godišnje kraljevima Etiopije i Nubije, sve dok tu praksu nije zaustavio Al Hakim. Kako se stezao obruč oko Etiopije, te ona bivala sve izoliranijom, i ona je pokušavala doći do pomoći izvana.
Za vrijeme vladavine kralja Zara Jakoba 1439. otpremljeno je poslanstvo u Vatikan.
Kršćansko etiopsko kraljevstvo trpjelo je 1507. godine velike pritiske s dvije strane, od Osmanskog Carstva iz Egipta i ambicioznog Sultanata Adal s Crvenog mora. 
Islamsko preuzimanje potpune kontrole nad Crvenim morem ugrozilo bi plovidbu od Sredozemlja, preko Roga Afrike do Indije. Portugal je bio posebno zainteresiran za neki oblik kontrole tek netom otkrivenih pomorskih puteva za Daleki Istok.
Negdje oko 1507. Etiopljani su poslali Armenca Mateja ili Mateusa, kao izaslanika u Portugal da traži pomoć u borbi protiv Sultanata Adal. Portugalci su poslali jednu manju vojnu ekspediciju 1520. na čelu s Rodrigom de Lima, koja je ostala u Etiopiji nekoliko godina i pomogla Etiopljanima u borbi protiv Sultanata Adal i Ahmada Grana. 
Tijekom tog razdoblja, poslano je više isusovačkih misionara u Etiopiju, ali zbog neosjetljivosti za lokalnu kulturu, nisu stekli naklonost naroda. Zbog toga je Papa poslao u Etiopiju dva Portugalca; João Nunesa Barreta patriarha Istočne Indije i biskupa Andre de Ovieda iz Goe (Indija). Potom je etiopski vladar Susenios prihvatio katoličanstvo 1624., traživši da to prihvate i njegovi podanici. Taj potez je dočekan na nož, osobito među etiopskim svećenstvom koji su u tome vidjeli svoju propast, te su sve radili da to ne uspije. Tako da se Susenios morao odreći vladarskog trona 1632. u korist svog sina Fasilidesa. Fasilides se odmah odrekao veza s Rimom, protjerao Isusovce i obnovio veze s Aleksandrijom.

### Etiopska crkva u novije vrijeme
Koptska Crkva i Etiopska crkva postigle su dogovor 13. srpnja 1948., da Etiopska crkva postane autokefalna. Aleksandrijski patrijarh posvetio je pet biskupa etiopske crkve i dao im dozvolu da izaberu vlastitog patrijarha kad se oslobodi mjesto arhiepiskopa Adis Abebe kojeg je držao Kerelos IV. Potom je 14. siječnja 1951. patrijarh Aleksandrije Josip II. došao posvetiti Basiliosa kao arhiepiskopa Adis Abebe. Kruna tih događaja zbila se 1959. godine, kad je Ćiril Aleksandrijski VI. okrunio Basiliosa kao prvog Abunu (patrijarha) Etiopije. 
Nakon smrti starog Abune, – Basiliosa (1971.), Etiopska crkva izabrala je Theophilosa kao svog novog Abunu. Nakon vojnog udara kojeg je izvršio Mengistu Haile Mariama 1974., Abuna Theophilos je uhićen 1976. Marksistički – vojni režim Haile Mariama nacionalizirao je ogromne crkvene posjede crkve i dao potajice ubiti 1979. Theophilosa. Nakon njegove smrti Mengistu Haile Mariam se potrudio da za novog patrijarha (Abunu) bude izabran Tekle Hajman, no njegov pontifikat protekao je u njegovu osporavanju od strane drugih sestrinskih crkava bliskih Adis Abebi. 
Nakon smrti Abune Tekle Hajmana, vojni režim Derg uspio je da se za novoga Abunu izabere Merkoriosa, koji je do tada bio biskup Gondara. On je bio i parlamentarni zastupnik, lojalan Dergu, odboru koji je vladao zemljom. Nakon pada vojnog režima Derg, Merkorios je abdicirao i pobjegao u inozemstvo. Na njegovo mjesto izabran je patrijarh Paulos, koga je kao zakonitog priznala i Koptska crkva. U međuvremenu su slijedbenici Abune Tekle Hajmana osnovali Etiopsku tevahedo crkvu u progonstvu. Tako danas postoje dvije Etiopske Crkve, tuzemna i inozemna s vjernicima u dijaspori u Europi i Americi. 
Nakon proglašenja Eritrejske neovisnosti, Koptska Crkva obećala je da će i Eritrejska crkva postati autokefalna, tu obavezu trebala bi slijediti i Etiopska Crkva, međutim u nekim krugovima se na to nije gledalo baš dobro, u najmanju ruku izazivalo je zbunjenost. Eritrejska Crkva postala je autokefalna 1998. godine.

## Arhitektura
Etiopske crkve izgrađene su različitim arhitektonskim stilovima. Najpoznatiji vjerski objekti ove crkve su monolitne crkve (urezane u jednom komadu stijene) iz Lalibele. Te crkve su obično ukopane od vrha prema dolje, te stoga nisu vidljive izvana. Većina drugih crkava izgrađena je u obliku bazilike. Takve su najstarije crkve u kojima je vidljiv uticaj armenske arhitekture. Razvili su se i posebni lokalni oblici, poput kvadratnih, pravokutnih i kružnih (u regijiTigre).
Za etiopske vjernike najsvetiji grad je Aksum, na koji se ide u hodočašće za T'imk'et (Blagdan Bogojavljenja, kojeg oni slave 7., a ne 6. siječnja) i svetkovina Mariam Sion, koja pada krajem studenog.
Etiopska tevahedo crkva tvrdi da posjeduje Kovčeg Saveza, koji je napravio osobno Mojsije za putovanja kroz pustinju u Obećanu zemlju a ona ga čuva u crkvi Gospe od Siona u Aksumu. Samo svećenici mogu ući u sobu gdje se čuva Kovčeg, na taj način je znanstvenicima onemogućeno ispitivanje tog predmeta. Crkvena relikvija ne drži se za pravu sve dok biskup ne da izraditi kopiju iste, tako su izrađene i kopije Pločica sa zakonima od bagremova drva i alabastera. Čak i ove kopije se čuvaju skrivene od pogleda vjernika. Ali ih se nosi za najvećih procesija i posvećenja crkvi.

## Posebnosti Etiopske tevahedo Crkve
Za razliku od drugih zapadnih crkava, Etiopska tevahedo crkva stavlja naglasak na Stari zavjet. Mnogi vjerski obredi vrlo su slični judaizamu, to se naročito vidi u prehrani. Tako su mnoge namirnice zabranjene, način klanja životinja strogo je reguliran, dani posta su oni koji su navedeni u Starom zavjetu. Štoviše, muškarci i žene sudjelu u liturgijskim obredima odvojeno, također svi moraju skinuti svoju obuću prije ulaska u vjerski objekt.

## Dijalog s katoličkom Crkvom
Etiopska Crkva poslala je svoje promatrače na drugo zasjedanje Drugog vatikanskog sabora. Na dočeku pape u Jeruzalemu (1964.) bili su i predstavnici etiopske Crkve.

## Patrijarsi Egipatske Crkve
- Abuna Basilios (1959. – 1970.)
- Abuna Theophilos (1971. – 1976.), umro 1979.
- Abuna Tekle Hajmanot II. (1976. – 1988.)
- Abuna Merkorios (1988. – 1991.), je nakod pada vojnog režima Derg abdicirao i otišao u Sjedinjene Države, zajedno sa svojim pristašama
- Abuna Paulos (od 1991.)

### Članci
- Barišić, Jerko. 1973. Stare istočne Crkve u dijalogu s Katoličkom Crkvom. Crkva u svijetu. Sveučilište u Splitu - Katolički bogoslovni fakultet. Split. 8 (4): 364–368

## Vanjske poveznice
- Etiopska tevahedo crkva
- Pjesme Etiopske tevahedo crkve  Arhivirana inačica izvorne stranice od 19. rujna 2011. (Wayback Machine)